# Juha Virta
Juha Virta (* 14. März 1970 in Turku) ist ein finnischer Pädagoge, Medienkünstler und Kinderbuch-Autor.

## Leben und Werk
Von 1991 bis 1998 studierte Juha Virta an der Universität Turku Geschichte, Anglistik und Gesellschaftswissenschaft. Von 2001 bis 2004 war er als technischer Experte und App-Designer bei dem finnischen Telekommunikations-Unternehmen DNA Oyj beschäftigt. Seit Anfang 2009 ist er als Geschichts-Lehrer in Espoo tätig.
Als Kinderbuch-Autor arbeitet Juha Virta seit dem Jahr 2000 mit der finnischen Illustratorin, Graphikerin und Designerin Marika Maijala (* 1974) zusammen. Gemeinsam entstand die Kinderbuch-Reihe um Philippa & Freunde (Filippa & Kumppanit). Seine Bücher sind von der Lust an komischen und teils verrückten Geschichten geprägt. Thema ist oft das Abenteuer im Alltäglichen.
Daneben ist Juha Virta auch im finnischen Musikleben aktiv. 2005 gründete er die Band Déclassé, für die er als Singer-Songwriter aufgetreten ist.
Juha Virta lebt in Helsinki.

## Werke als Kinderbuchautor
Gemeinsam mit Marika Maijala:
- Filippa & Kumppanit – Piano karkaa (2015)

deutsch: „Das verschwundene Piano“ Übersetzt von Carsten Wilms. Kullerkupp Kinderbuch Verlag 2021 (ISBN 9783947079117)
- Filippa & Kumppanit – Kissa katoaa (2017)
- Filippa & Kumppanit – Numerosoppa (2018)
- Filippa & Kumppanit – Joulu Juksaa (2019)

deutsch: „Das verflixte Weihnachtsrätsel“ Übersetzt von Carsten Wilms. Kullerkupp Kinderbuch Verlag 2022 (ISBN 9783947079131)